# 葦原王
葦原王（あしはらおう、生没年不詳）は、奈良時代の皇族。茅原王とも記される。天武天皇の曾孫で、従四位下・山前王の子。

## 生涯
天平宝字5年（761年）御使麻呂と賭博・飲酒中に、俄に怒りを発し麻呂を刺殺した。そして、その胸を俎にして股肉を膾に切り刻み食してしまった。ほかにも余罪があったが皇族のため、淳仁天皇により死罪を免れ、龍田真人の賜姓を受け臣籍降下の上、子女6人とともに種子島に配流された。

## 人物
生まれつき凶悪な性格で、好んで酒を飲ませる店で遊んだという。

## 系譜
- 父：山前王[1]
- 母：不詳
- 妻：不詳
  - 男子：仲嗣王[3]